# دونجفينج 26
دونجفينج 26 هو صاروخ باليستي متوسط المدى تستخدمه قوة الصواريخ في جيش التحرير الشعبي الصيني، أنتجته شركة الصين للعلوم والتقنيات الجوفضائية. يسمى في الإعلام «قاتل جوام»، حيث أن الصاروخ قادر على الوصول إلى جزيرة جوام الأمريكية في المحيط الهادئ التي تبعد 3200 كيلومتر عن الأراضي الصينية.
وتُطوّر الصين وفق ما أوردت مجلة Military Watch Magazine، أيضاً مجموعة من فئات الصواريخ الباليستية الجديدة المتقدمة، تشمل الصاروخ الباليستي العابر للقارات "DF-5C"، الذي يُطلق من مستودعات تحت الأرض، والذي من المتوقع أن يحمل العديد من الرؤوس الحربية الكبيرة التي تبلغ قدرتها التفجيرية ملايين الأطنان.

## استشهادات
1. ↑  دونغفينغ 26، دونگفينگ 26
2. ↑  "إنفوغرافيك.. "قاتل غوام" يثير ذعر واشنطن". سكاي نيوز عربية. 18 أبريل 2018. مؤرشف من الأصل في 2018-06-19. اطلع عليه بتاريخ 2018-04-18.
3. ↑  الشرق (29 أكتوبر 2023). "تقرير: الصين تطور صاروخاً بالستياً لإغراق السفن من الفضاء". Asharq News. مؤرشف من الأصل في 2023-10-29. اطلع عليه بتاريخ 2023-11-11.